# سانتا بريجيدا، باهيا
سانتا بريجيدا، باهيا بلدية في ولاية باهيا في المنطقة الشمالية الشرقية من البرازيل.